# Bohemian Rhapsody (Film)
Bohemian Rhapsody ist ein biografisches Filmdrama von Bryan Singer und Dexter Fletcher aus dem Jahr 2018. Der Film behandelt die Geschichte Freddie Mercurys von der Gründung der Band Queen bis zum Auftritt bei Live Aid sechs Jahre vor seinem Tod. Der Film erschien am 31. Oktober 2018 in Deutschland, Österreich, der Schweiz und Luxemburg. Bei den Golden Globe Awards 2019 wurde Bohemian Rhapsody als bestes Filmdrama und Rami Malek als bester Hauptdarsteller ausgezeichnet. Bei der Oscarverleihung 2019 wurde der Film mit vier Oscars ausgezeichnet, unter anderem Malek als bester Hauptdarsteller. Mit einem Einspielergebnis von 903,7 Mio. Dollar weltweit ist der Film die bis dato finanziell erfolgreichste Filmbiografie.

## Handlung
Der musikbegeisterte Grafikdesign-Student Farrokh Bulsara, von allen Freddie genannt, steigt 1970 als Sänger in die Band Smile ein. Das Publikum ist begeistert von Bulsaras Gesang, seinem extravaganten Auftritt und seinem mutigen Kleidungsstil. Die Verkäuferin Mary Austin, Fan der ersten Stunde, beginnt eine Beziehung mit Bulsara, der sich jetzt Mercury nennt. Die Band heißt nun Queen und nimmt erste Songs in einem Studio auf. Der erfahrene Musikmanager John Reid, dem der experimentelle Charakter der Band zusagt, nimmt Queen unter Vertrag.
Durch Auftritte bei der BBC und eine Konzerttournee durch Japan und die USA wird die Gruppe populär. Mercury, der sich vor der Tour mit Austin verlobt hatte, fühlt sich zu Männern hingezogen. Zurück in der Heimat beginnen die Musiker mit den Aufnahmen zum Album A Night at the Opera. Ihr Vorhaben, opernhafte Rockmusik zu spielen, will der Labelchef Ray Foster zunächst nicht akzeptieren. Erst nach Zureden von Reid und dem Anwalt der Band genehmigt Foster das Album.
Für die Produktion zieht sich die Band auf einen Bauernhof zurück. Da sie unter erheblichem Erfolgsdruck steht, liegen die Nerven blank, und es kommt öfter zu Reibereien. Die Aufnahme des Stücks Bohemian Rhapsody gerät besonders aufwändig, doch obwohl die Band es für ein Meisterwerk hält, lehnt Foster das Lied als Single-Auskopplung zunächst ab, da es mit einer Länge von sechs Minuten nicht radiotauglich sei, der Text wirr und der Titel sperrig. Im Streit darum, welches Lied ausgekoppelt werden soll, endet die Zusammenarbeit mit Foster.
Nach seiner Rückkehr von einer Welttournee mit Queen lösen Freddie Mercury und Mary Austin ihre Verlobung, denn während er sich für bisexuell hält, ist sie sicher, dass er schwul ist. Die beiden bleiben aber zeitlebens eng befreundet. In den folgenden Jahren lebt Mercury seine Vorliebe für exzessive Partys, Drogenkonsum und wechselnde Partnerschaften aus. Darunter leiden sowohl die Freundschaften zu Austin und seinen Kollegen als auch die produktive Studioarbeit. Mercury findet in München seine Wahlheimat, wo die Band einige Aufnahmen einspielt. Er taucht in die schwule Party- und Lederszene ein, was zu zahlreichen Gerüchten in der Boulevard-Presse führt. Eine Pressekonferenz gerät zu einer Art Kreuzverhör über Mercurys Sexualleben. Er fühlt sich erstmals krank.
Er beginnt, an Queen zu zweifeln, ist aber zunächst von Reids Angebot für einen Solovertrag so entsetzt, dass er den Manager feuert. Später nimmt er das Angebot an, womit seine Bandkollegen nicht einverstanden sind. Während Mercury in München auch an seinen Soloalben arbeitet, schottet ihn sein Assistent und Geliebter Paul Prenter nun regelrecht von alten Verbindungen ab; so leitet er auch Anfragen nicht weiter, ob Queen bei Bob Geldofs Wohltätigkeitskonzert Live Aid auftreten wolle.
Eines Tages steht Mary Austin vor seiner Tür und bittet ihn, zurück nach London zu kommen und sein altes Leben mit Queen wieder aufzunehmen. Sie erwähnt auch das Angebot für den Auftritt bei Live Aid. Da wird ihm klar, dass Prenter ihm nicht guttut und er wieder mit Queen auf der Bühne stehen will. Er bricht mit Prenter, kehrt in seine Heimat zurück, versöhnt sich mit der Band und sie beschließen, trotz mangelnder Spielpraxis bei Live Aid aufzutreten.
Zu dieser Zeit erhält Mercury die HIV-Diagnose. Diese teilt er der Band mit und auch seinen Entschluss, so lange wie möglich auf der Bühne zu stehen. Er will nicht als bemitleidenswertes Aids-Opfer behandelt werden. Nun beendet er seinen wilden Lebensstil endgültig, beginnt eine Beziehung mit Jim Hutton, der nicht Teil des Musikgeschäfts ist, und stellt ihn seiner konservativen Familie als seinen festen Freund vor, outet sich damit vor ihr und sie akzeptiert seine Homosexualität. Die Band wächst trotz weniger Proben über sich hinaus, und ihr Auftritt bei Live Aid wird weltweit bejubelt.

## Produktion

### Geschichtlicher Hintergrund
Im Film wird ein Zeitraum von 15 Jahren abgedeckt; von der Gründung der Band im Jahr 1970 bis zum Live Aid-Konzert im Juli 1985. Wie unter anderem der Rolling Stone und E! herausstellten, weichen zahlreiche im Film gezeigte Szenen und Details von der historischen Realität ab, so fand beispielsweise die Band auf andere Weise zusammen. Diverse Songs und ihre Entstehung werden zeitlich falsch eingeordnet. Mercurys Soloprojekte sorgten, anders als im Film suggeriert, nicht für Kontroversen innerhalb der Band, denn auch andere Bandmitglieder hatten zuvor bereits Soloalben veröffentlicht. Zudem war die Band nie getrennt, sondern immer aktiv und tourte noch bis acht Wochen vor dem Live-Aid-Auftritt, der im Film als Wiedervereinigung der Band dargestellt wird. Der Film suggeriert zudem fälschlicherweise, dass mit dem Auftritt bei Live Aid die Geschichte von Queen endete und Freddie Mercury wenig später an seiner Aidserkrankung gestorben sei. Tatsächlich produzierte und veröffentlichte die Band jedoch nach Live Aid – in Originalbesetzung – noch drei weitere Studioalben (A Kind of Magic, The Miracle und Innuendo) und ging 1986 noch auf Tour mit 26 Konzerten; Mercury brachte 1988 noch eine Soloplatte heraus und starb erst mehr als sechs Jahre nach Live Aid.
Die Figur des EMI-Chefs Ray Foster ist fiktiv und lose an den realen Labelchef Roy Featherstone angelehnt, der, anders als im Film dargestellt, Queen-Fan war. Jim Hutton war nicht Kellner, sondern Frisör, den Mercury in einem Nachtclub kennenlernte. Der Zeitpunkt, zu dem Mercury die Band über seine Erkrankung informierte, ist umstritten.

### Entwicklung

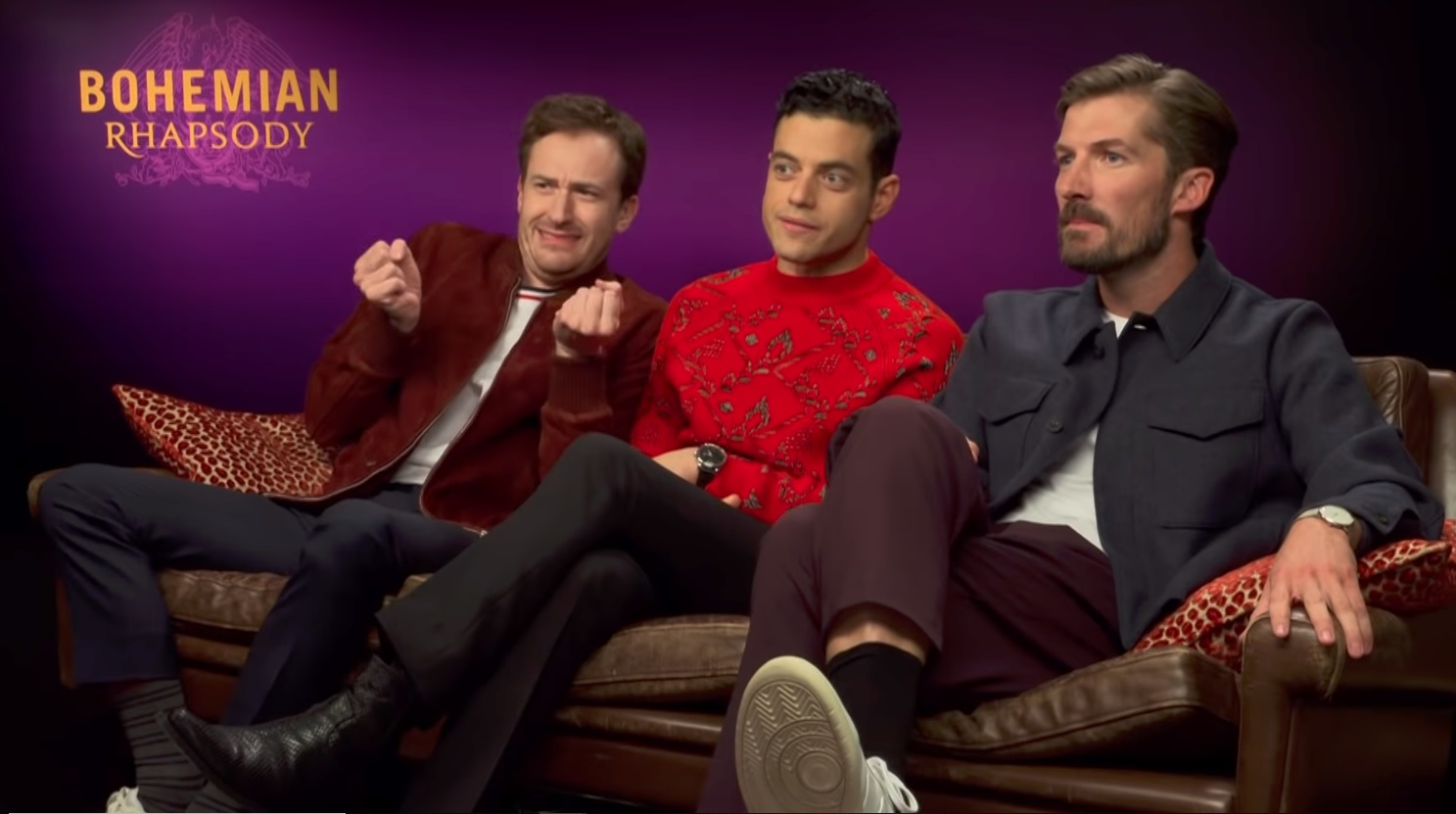
Die Schauspieler Joseph Mazzello, Rami Malek und Gwilym Lee im Gespräch mit MTV

Der Film war bereits 2010 angekündigt worden; seitdem wurden sowohl das Produktionsteam als auch die Besetzung geändert. Laut Brian May war zunächst Sacha Baron Cohen für die Rolle des Freddie Mercury vorgesehen, der das Projekt jedoch 2011 aufgrund von künstlerischen Differenzen verließ. Ben Whishaw war zwischenzeitlich als Mercury-Darsteller im Gespräch. Schließlich wurde Rami Malek für die Rolle ausgewählt.
Im November 2015 war Anthony McCarten zum Projekt gestoßen, das nun den Arbeitstitel Bohemian Rhapsody trug, benannt nach dem gleichnamigen Lied der Band. Die Vorproduktion begann im Juli 2017 in England, im August wurden weitere Darsteller bekanntgegeben. Ben Hardy spielt Mercurys Kollegen Roger Taylor, Gwilym Lee übernahm die Rolle von Brian May, und Joseph Mazzello spielt den Bassisten John Deacon.
Als Kameramann fungierte Newton Thomas Sigel. Der Regisseur Bryan Singer wurde kurz vor Abschluss der Hauptdreharbeiten durch Dexter Fletcher ersetzt. Für die Dreharbeiten wurde unter anderem eine exakte Replika der Live-Aid-Bühne gebaut. Des Weiteren soll Brian May einige Originalkostüme von sich aus den 1970ern und 1980ern beigesteuert haben.

### Soundtrack

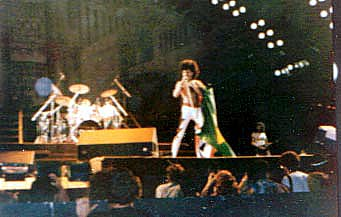
Das Duett von Freddie Mercury und Brian May in Love of My Life stammt vom Festival Rock in Rio im Jahr 1985

Im fast ausschließlich aus Original-Aufnahmen bestehenden Soundtrack befinden sich einige der größten Hits von Queen, einschließlich aller elf Stücke, die Platz eins der Charts erreicht hatten. Der Soundtrack wurde von Brian May und Roger Taylor produziert, die bei ihrer Arbeit von den langjährigen Queen-Studio-Mitarbeitern Justin Shirley-Smith, Kris Fredriksson und Joshua J. Macrae unterstützt wurden. Gemastert wurden die Aufnahmen von Adam Ayan und Bob Ludwig.
Die Hauptaufgabe des Teams hinter dem Soundtrack war es, die passendsten Versionen der Songs der Band zur Handlung des Drehbuchs zu finden, insbesondere bei den Live-Auftritten. Anhand dieser Aufnahmen konnte der Hauptdarsteller Rami Malek nicht bloß den Gesang, sondern auch Mimik und Körperhaltung proben. Während Malek bei den Filmaufnahmen selbst gesungen hatte, wurde in der Postproduktion das Soundalike verwendet.
Die eigens für den Film arrangierte Version der berühmten „Fox-Fanfare“ von 20th Century Fox geht auf eine Idee von Brian May zurück. Während im Film die Songs nur ausschnittweise zu hören sind, enthält der Soundtrack die kompletten Versionen. Er umfasst 21 Titel und wurde von Virgin Records am 19. Oktober 2018 auf CD und als Download veröffentlicht.

### Veröffentlichung
Auf der CinemaCon wurde der erste Trailer im April 2018 vorgestellt. Am 15. Mai 2018 wurde der erste offizielle Trailer veröffentlicht. Der zweite Trailer folgte am 17. Juli.
Der Film feierte am 23. Oktober 2018 in der Londoner Wembley Arena Premiere, die genau gegenüber dem Wembley-Stadion liegt, in dem Queen 1985 beim Live-Aid-Konzert ihre Show spielten. Er lief am 31. Oktober 2018 in Deutschland, der Schweiz und Österreich und am 2. November 2018 in den USA an. Ab dem 11. Januar 2019 wurde in über 750 nordamerikanischen Kinos eine „Sing-Along Version“ des Films gezeigt, bei der Kinobesucher die Lieder mithilfe von auf der Kinoleinwand angezeigten Liedtexten selbst mitsingen konnten. Fox kündigte an, den Film am 22. März 2019 in China zu veröffentlichen, obwohl die dortige Zensur „streng mit der Darstellung oder Andeutung von Homosexualität“ umgehe. So wurde eine Kussszene zwischen Mercury und Prenter, das Gespräch über die Sexualität von Mercury, die erste Begegnung von Mercury und Hutton sowie einige intime Szenen zwischen ihnen und die Nachstellung des Songs I Want to Break Free herausgekürzt.
Am 14. März 2019 erschien der Film als DVD und Blu-ray. Neben dokumentarischen Kurzfilmen zur Entstehung des Films ist auch eine 22-minütige Fassung des vollständigen Live-Aid-Auftritts mitsamt den Songs We Will Rock You und Crazy Little Thing Called Love enthalten. In Deutschland konnte Bohemian Rhapsody zur meistverkauften DVD in den ersten drei Quartalen des Jahres 2019 werden.

## Rezeption

### Altersfreigabe
In den USA wurde der Film von der MPAA als PG-13 eingestuft. In Deutschland wurde er von der FSK ab 6 Jahren freigegeben. In der Freigabebegründung heißt es: „Der Film ist bunt gestaltet, hat eine positive Grundstimmung und stellt eine positive Hauptfigur in den Mittelpunkt. Kinder ab 6 Jahren können der Geschichte gut folgen, auch wenn sie vermutlich nicht alle Handlungsdetails verstehen werden.“ Weiter heißt es in der Begründung, der Konsum von Alkohol und Drogen würden nur in kurzen Szenen thematisiert und in keiner Weise verherrlicht, und auch vulgäre Sprache komme nur sehr vereinzelt vor.

### Kritiken
Der Film wurde von 61 % der bei Rotten Tomatoes erfassten Kritiker positiv bewertet und erhielt auf Metacritic 49 von 100 möglichen Punkten.
Im Dezember 2017 wurde Bohemian Rhapsody von Filmkritiker Owen Gleiberman auf die Liste der 20 am meisten erwarteten Filme des Kinojahres 2018 des Branchenblatts Variety gesetzt.
Steve Rose vom Guardian befand, abgesehen von Rami Maleks exzellenter Leistung sei der Film keine bahnbrechende musikalische Odyssee. Bei dem Versuch, ihn mittels Zahnprothesen wie den Künstler mit seinem berühmten Überbiss aussehen zu lassen, wirke er eher wie eine Figur aus den Simpsons. Aber mit dem Schnurrbart der späten 1970er Jahre wachse er wirklich in die Rolle. Eine Meisterleistung sei Maleks Darstellung des berühmten Live-Aid-Auftritts. Mit Blick auf die Jugend-Freigabe würden in der Inszenierung seiner Münchener Zeit keine Exzesse dargestellt, sondern nur ein paar Küsse angedeutet und versteckte Hinweise auf sein wildes Partyleben gegeben. „Ein mutigerer Film“ hätte die Wechselbeziehung zwischen Mercurys Hedonismus, seiner meist versteckt ausgelebten Sexualität und sowohl der realen als auch der Bühnenpersönlichkeit differenzierter erkunden können.
Manfred Riepe von epd Film schreibt, über den Sänger selbst, den 1946 in Sansibar geborenen Farrokh Bulsara, erfahre man nicht viel, und auch die späteren Jahre vor seinem Tod würden, wie auch seine Beziehung zu Barbara Valentin, ausgeblendet. Warum dieser Film dennoch zu Tränen rühre, liege womöglich daran, dass Freddie Mercury nicht aus dem Pop-Olymp heruntergeholt werde.
Stephan Rehm Rozanes vom Musikexpress meint, erst mit den im Abspann gezeigten Originalbildern Mercurys werde einem wieder bewusst, dass man gerade eben einem Schauspieler zugesehen hat, einem sehr talentierten und ehrfürchtigen. Mercury sterbe im Film nicht, doch er wisse bereits von seiner AIDS-Erkrankung und weihe seine Kollegen in sein Geheimnis ein. Dass dies vor den 21 geschichtsschreibenden Minuten im Wembley-Stadion im Jahr 1985 geschehe, sei laut seinem Langzeitpartner Jim Hutton nicht korrekt, da er die Diagnose erst im April 1987 erhalten habe. Überhaupt verdichte der Film stark.
Sassan Niasseri vom Rolling Stone findet, dass Bohemian Rhapsody in der Chronologie der Ereignisse ins Schleudern gerät. Gleichzeitig sei der Film aber auch ein in der Zerrissenheit seines Helden mutiges Statement. Zudem biete er, was für einen Musikfilm fundamental sei, einen extrem gut klingenden Erzählsound. „Wir hören innerhalb von nur zwei Stunden alle wichtigen Lieder, und die Bewegungen der vier Queen-Darsteller sind sehr nahe an den Originalen dran. Malek bewegt die Lippen zum Playback Mercurys sowie des Imitators Marc Martel, das war bekannt, aber er bewegt sich auch gut – pointiert, aber ohne Übertreibung. Vor allem Gwilym Lee übertrifft alle Erwartungen, hat sich Aussehen und Habitus von Brian May angeeignet, wie es vielleicht noch keinem Schauspieler bei irgendeinem Musiker gelang.“

### Einsatz im Schulunterricht
Das Onlineportal kinofenster.de empfiehlt den Film für die Unterrichtsfächer Musik, Englisch, Sozialkunde und Kunst und bietet Materialien zum Film für den Unterricht. Dort, schreibt Hannes Wesselkämper den Mitteln des Musicals folgend, könnte eine Erarbeitung des Films im Musikunterricht die Orchestrierung verschiedener Emotionen in den Blick rücken. Anhand der aufwändig inszenierten Auftritte und Proben der Band biete es sich an, mit den Schülern die Stimmung der Songs in ihrer Verknüpfung mit der filmischen Erzählung zu untersuchen. Außerdem ließen sich gerade im Englischunterricht die Texte einiger Lieder interpretieren, um deren Inszenierung unter diesen Gesichtspunkten ergänzend zu analysieren. Die Darstellung von Mercurys Erkrankung lasse sich etwa im Sozialkunde-Unterricht anhand von Quellen und Erfahrungsberichten der 1980er Jahre kritisch hinterfragen. Damit könnten die Schüler der überspitzt dargestellten Verbindung von homosexueller Community und der tödlichen Erkrankung ein selbst erarbeitetes, fundiertes Bild entgegenstellen.

### Einspielergebnis
Nach seinem Start Anfang November 2018 erreichte Bohemian Rhapsody weltweit Platz 1 der Kino-Charts und die Nummer-1-Position unter anderem in den USA, in Deutschland, Frankreich und in Großbritannien. Die weltweiten Einnahmen aus Kinovorführungen belaufen sich auf rund 910,8 Millionen US-Dollar, wodurch er die bisher finanziell erfolgreichste Musikfilmbiografie und mit Einnahmen von 216,43 Millionen US-Dollar zugleich die erfolgreichste in den USA ist. Der Film befindet sich auf Platz 6 der erfolgreichsten Filme des Jahres 2018 und in der Liste der weltweit erfolgreichsten Filme aller Zeiten auf Platz 75 (Stand: 19. April 2025). Schätzungen vom Daily Express zufolge sollen Brian May, Roger Taylor und John Deacon jeweils bis zu 70 Millionen, Mary Austin über 50 Millionen und Mercurys Schwester Kashmira Bulsara bis zu 17,5 Millionen Pfund Sterling aus den Einnahmen erhalten.
In Deutschland verzeichnet der Film 3,96 Millionen Besucher mit Einnahmen von 36,0 Millionen Euro (Stand 18. November 2020). Damit steht er auf Platz 1 der Jahres-Charts 2018. In Tschechien ist er der bisher erfolgreichste ausländische Film und liegt insgesamt auf Platz 2.

### Auszeichnungen (Auswahl)
AACTA International Awards 2019
- Nominierung als Bester Film
- Nominierung für das Beste Drehbuch (Anthony McCarten)
- Auszeichnung als Bester Hauptdarsteller (Rami Malek)

Art Directors Guild Awards 2019
- Nominierung in der Kategorie Period Film (Aaron Haye)[41]

Blue Ribbon Award
- Auszeichnung in der Kategorie Bester ausländischer Film

British Academy Film Awards 2019
- Auszeichnung in der Kategorie Bester Hauptdarsteller (Rami Malek)
- Auszeichnung in der Kategorie Bester Ton (John Casali, Tim Cavagin, Nina Hartstone, Paul Massey und John Warhurst)
- Nominierung in der Kategorie Bester britischer Film (Graham King und Anthony McCarten; die Nominierung von Bryan Singer wurde ausgesetzt/suspendiert[42][43][44])
- Nominierung in der Kategorie Beste Kamera (Newton Thomas Sigel)
- Nominierung in der Kategorie Bestes Kostümdesign (Julian Day)
- Nominierung in der Kategorie Bestes Make-up und Beste Frisuren (Mark Coulier, Jan Sewell)
- Nominierung in der Kategorie Bester Schnitt (John Ottman)[45]

Critics’ Choice Movie Awards 2019
- Nominierung als Bester Schauspieler (Rami Malek)
- Nominierung für das Beste Kostümdesign (Julian Day)
- Nominierung für das Beste Make-up und Frisuren[46]

Eddie Awards 2019
- Auszeichnung in der Kategorie Bester Filmschnitt – Drama (John Ottman)[47]

Golden Globe Awards 2019
- Auszeichnung als Bester Film – Drama
- Auszeichnung als Bester Hauptdarsteller (Rami Malek)[48]

Golden Trailer Awards 2019
- Auszeichnung für den Besten Home-Entertainment-Trailer eines Filmdramas
- Auszeichnung für das Beste internationale Filmposter
- Nominierung für den Besten Trailer eines Filmdramas
- Nominierung für den Besten Tonschnitt eines Trailers
- Nominierung für das Beste Teaserposter[49]

MTV Movie & TV Awards 2019
- Nominierung für die Beste schauspielerische Leistung (Rami Malek)[50]

Oscarverleihung 2019
- Nominierung als Bester Film
- Auszeichnung als Bester Hauptdarsteller (Rami Malek)
- Auszeichnung für den Besten Schnitt (John Ottman)
- Auszeichnung für den Besten Tonschnitt (John Warhurst und Nina Hartstone)
- Auszeichnung für den Besten Ton (Paul Massey, Tim Cavagin und John Casali)[51]

Palm Springs International Film Festival 2019
- Auszeichnung als Bester Nachwuchsdarsteller (Rami Malek)

Producers Guild of America Awards 2019
- Nominierung als Bester Film (Graham King)[52]

Satellite Awards 2018
- Auszeichnung als Bester Filmschauspieler – Filmkomödie oder Musical (Rami Malek)[53]

Screen Actors Guild Awards 2019
- Auszeichnung als Bester Hauptdarsteller (Rami Malek)
- Nominierung als Bestes Schauspielensemble[54]

Teen Choice Awards 2019
- Nominierung als Choice Drama Movie
- Nominierung als Choice Drama Movie Actor (Rami Malek)[55]

## Synchronisation
Die deutsche Synchronisation entstand nach der Dialogregie und einem Dialogdrehbuch von Oliver Rohrbeck im Auftrag der Interopa Film GmbH, Berlin.
| Rolle            | Darsteller      | Synchronsprecher      |
| ---------------- | --------------- | --------------------- |
| Freddie Mercury  | Rami Malek      | Bastian Sierich       |
| Mary Austin      | Lucy Boynton    | Yvonne Greitzke       |
| Brian May        | Gwilym Lee      | Arne Stephan          |
| Roger Taylor     | Ben Hardy       | Konrad Bösherz        |
| John Deacon      | Joseph Mazzello | Julius Jellinek       |
| Ray Foster       | Mike Myers      | Oliver Rohrbeck       |
| Paul Prenter     | Allen Leech     | Leonhard Mahlich      |
| John Reid        | Aidan Gillen    | Alexander Brem        |
| Jim Beach        | Tom Hollander   | Axel Malzacher        |
| Bob Geldof       | Dermot Murphy   | Ozan Ünal             |
| Tim Staffell     | Jack Roth       | Benjamin Stöwe        |
| Bomi Bulsara     | Ace Bhatti      | Tayfun Bademsoy       |
| Jer Bulsara      | Meneka Das      | Monica Bielenstein    |
| Kashmira Bulsara | Priya Blackburn | Shir-Aviv Hommelsheim |
| Jim Hutton       | Aaron McCusker  | Gerrit Hamann         |